# Horace Wadham Nicholl
Horace Wadham Nicholl (* 17. März 1848 in  Tipton (bei Birmingham); † 10. März 1923 in New York) war ein britischer Organist und Komponist.

## Leben und Werk
Horace Wadham Nicholl studierte Musik bei seinem Vater und bei dem lokalen Organisten Samuel Prince. Er wirkte von 1867 bis 1870 als Organist in Dudley und Stoke-on-Trent. 1870 emigrierte er in die Vereinigten Staaten. Hier wirkte er zunächst als Organist in Pittsburgh. Von 1878 bis 1880 wirkte er an der St. Mark’s Church in New York. Sein Hauptwerk war eine Oratorien-Tetralogie (Adam, Abraham, Isaac, Jacob), in der er Wagners System der Leitmotive durchführte. Weiterhin schrieb er zwei Symphonien und zahlreiche Klavierstücke.